# Risen
Risen — компьютерная ролевая игра, разработанная немецкой компанией Piranha Bytes и выпущенная для Windows и Xbox 360 в 2009 году. Игра была портирована на PlayStation 4, Xbox One и Nintendo Switch 24 января 2023 года, а также вышло обновление версии для Windows, добавившее достижения и поддержку контроллера.
Risen получила в основном положительные отзывы, в основном хвалили игровой процесс, графику и озвучку, но критиковали за плохой порт на Xbox 360. Впоследствии вышли продолжения игры Risen 2: Dark Waters и Risen 3: Titan Lords.

## Сюжет

Герой сражается с нежитью

Сюжет Risen разделен на 4 главы («Глава 1: Запретный остров», «Глава 2: План инквизитора», «Глава 3: Храм» и «Глава 4: Титан»), в игре есть расы, нетипичные для фэнтези RPG. Сюжет предполагает возможность создания сиквела. В игре существует большое количество заданий и квестов, за прохождение которых зачастую даются специальные достижения.
Завязка игры происходит во время небольшого видеоролика повествующего о том, как главный герой вместе с женщиной по имени Сара, проникнув на корабль инквизиции, попадают в шторм, вызванный невидимым Титаном. Инквизитор Мендоса - глава этой экспедиции. Он обладает волшебным окуляром, позволяющим ему видеть потоки магии. Поначалу он пытается сражаться с Титаном, но, поняв тщетность своей затеи, телепортируется на остров. Титан разрушает корабль, отправив Сару и героя на дно. Протагонист приходит в себя на берегу острова, окруженный трупами только что погибших моряков. Также выживает и Сара.
После этого игрок должен косвенным образом выбрать одну из противоборствующих фракций: бандитов или инквизицию. Игрок знакомится с планами верховного инквизитора Мендосы, обнаружившего таинственную дверь, ведущую в сердце вулкана. Инквизитор желает получить доступ внутрь, и для этого просит помощи у главного героя в обнаружении 5 кристаллических дисков. Они являются ключами ко входу в вулкан.
Как только игрок собирает эти диски, рассеянные по острову, инквизиция открывает дверь и вступает в открывшийся за ее порогом подземный храм, по пути постоянно сражаясь с людьми-ящерами. В храме обнаруживается, что легендарный Титан вместе с повелителем Титанов Урсегором (человеком, стремившемся владеть силой титанов), были заключены в тюрьму. Так же выясняется, что остров Фаранга (место действия игры) был защищен штормами из-за присутствия Титана, в то время как материк разоряется другими четырьмя его собратьями. Мендоса стремится заполучить контроль над Титаном Огня, находящемся в вулкане, для победы над другими Титанами. В отсутствие Титана на острове тот стал бы уязвимым для магических штормов и был бы пожертвован ради человечества.
После снятия с Урсегора проклятия, державшего его дух в вулкане, герой намеревается найти части брони повелителя Титанов, чтобы получить доступ к Титану Огня и победить Мендосу. Части брони были запечатаны в руинах со священниками нежити. Игрок исследует руины, восстанавливает броню, и вступает в вулкан следом за Мендосой. Сначала герой побеждает верховного инквизитора, а затем и Титана Огня.
Окончание игры предполагает, что остров Фаранга был спасён от разрушения, но остались ещё четыре титана, продолжавшие разрушение материка. После титров, диалога между главным героем и Пэтти, дочерью пирата Грэга Стальной Бороды, подразумевается, что они отправляются на материк для борьбы с титанами в продолжении игры.

## Геймплей
Ролевая система представлена набором характеристик и боевых навыков. Основные характеристики героя:
- Сила
- Ловкость
- Мудрость
- Здоровье
- Мана
- Уровень

Многие игровые навыки недоступны непосредственно в начале игры и их нужно открывать, тратя на это «Очки обучения». В дополнение к прямым изменениям в игре, открытие навыков имеет также эстетические эффекты.
В игре присутствует система профессий и способностей от взлома замков до кузнечного дела, также существуют ремесла, такие как:
- Кузнечное дело
- Ювелирное дело (является составной частью кузнечного дела и изучается вместе с ним)
- Алхимия
- Охота
- Изготовление магических свитков

Боевая система основана на использование парирования, блоков и отступления. В зависимости от типа оружия (меч, топор или посох) изменяется набор приёмов и стиль борьбы. Имеется возможность использовать щиты совместно с одноручным оружием. (При максимальном навыке владения мечом/топором герой держит любой тип мечей/топоров одной рукой).
Графический движок разработан Piranha Bytes и содержит лицензированные компоненты, поддерживающий DirectX 9.1 версии. Графическую составляющую игры можно оценить по первым выложенным разработчиками скриншотам.

## Магическая система
В игре присутствует несколько способов использовать магию:
- Магические кристаллы
- Магические руны (печати)
- Магические свитки

Кристаллы доступны воинам инквизиции и магам ордена огня и представлены тремя разновидностями, каждая из которых несёт в себе силу одного из заклинаний: огненный шар (наносит урон по площади и поджигает противников), ледяное копьё (замораживает противников на определённое время и наносит урон), магический снаряд (позволяет наносить урон зарядами чистой магии с большой скоростью).
Магические руны и печати доступны только магам ордена священного огня. Все печати разделены на 4 круга, для изучения каждого уровня печатей требуется определённый уровень мудрости (50, 100, 150 и 200 соответственно). В рунах заключено множество поддерживающих (лечение, защита, берсерк), походных (телекинез, левитация, шутка) заклинаний, заклинаний вызова и превращения, а также одно боевое — огненный дождь.
Магические свитки — это общедоступный способ колдовства. Свитки могут содержать те же заклинания, что и руны, но использовать их можно один раз. В монастыре магов представители всех фракций имеют возможность обучиться создавать свитки. Для этого необходимо перо, чистый пергамент, руна-источник, с которой Вы будете копировать заклинание, а также дополнительный ингредиент, для закрепления свойств руны (жемчужина для заклинания «шутка» и т. д.).

## Разработка
22 мая 2007 года Piranha Bytes объявила о прекращении сотрудничества с JoWooD, после чего права на разработку Gothic 4 и Gothic 3: Forsaken Gods перешли к бывшему издателю. 17 июня 2007 года компания анонсировала проект своей новой RPG, издателем которой стал Deep Silver. 6 августа 2008 года опубликовано официальное название проекта — Risen. Игра вышла 2 октября 2009 года по всему миру.
Deep Silver выложил в интернет несколько трейлеров игры. Первый ролик вышел в 2008 году. К трейлеру игры, вышедшему в 2009 году был представлен сингл финской метал группы Nightwish — «The Poet and the Pendulum») и снят кинематографический трейлер в 2009 от Lemonaut Creations.
В демоверсию игры, названную The Risen Experience, можно было сыграть на официальном сайте игры.

## Оценки
| Сводный рейтинг       | Сводный рейтинг | Сводный рейтинг |
| Издание               | Оценка          | Оценка          |
| Издание               | PC              | Xbox 360        |
| --------------------- | --------------- | --------------- |
| GameRankings          | 77,57 %         | 63,44 %         |
| Metacritic            | 77/100          | 60/100          |
| Иноязычные издания    |                 |                 |
| Издание               | Оценка          | Оценка          |
| Издание               | PC              | Xbox 360        |
| 4Players              | 74%             | 64%             |
| Eurogamer             | 6/10            | 4/10            |
| Game Informer         | N/A             | 7/10            |
| GameSpot              | 7/10            | 6/10            |
| GameStar              | 87%             | N/A             |
| GameZone              | N/A             | 7/10            |
| IGN                   | 8,6/10          | 7,6/10          |
| OXM                   | N/A             | 6/10            |
| PC Zone               | 8,5/10          | N/A             |
| TeamXbox              | N/A             | 7,3/10          |
| Русскоязычные издания |                 |                 |
| Издание               | Оценка          | Оценка          |
| Издание               | PC              | Xbox 360        |
| 3DNews                | 8/10            | N/A             |
| Absolute Games        | 60%             | N/A             |
| Gameplay              | 4/5             | N/A             |
| «PC Игры»             | 8/10            | N/A             |
| StopGame.ru           | «Изумительно»   | N/A             |
| «Домашний ПК»         | [ 35 ]          | N/A             |
| «Игромания»           | 7,5/10          | N/A             |
| «ЛКИ»                 | 92%             | N/A             |
| «Мир фантастики»      | 8/10            | N/A             |
| «НИМ»                 | 8/10            | N/A             |
| «Страна игр»          | 7/10            | N/A             |
| «Шпиль!»              | 8/10            | N/A             |

Российский портал игр Absolute Games поставил игре 60%. Обозреватель отметил превосходную графику, отсутствие багов в игре и музыкальную составляющую. К недостаткам были отнесены слабый сюжет, ролевая система и отсутствие существенных отличий по сравнению с Готикой. Вердикт: «Многое роднит Risen с предыдущими играми Piranha Bytes. Структура мира, квесты и утыканный занозами интерфейс выдают почерк эссенской фирмы. Увы, их не хватит, чтобы оплатить кредит доверия, выданный „пираньям“ после скандального разрыва отношений с JoWooD. Gothic 2: Night of the Raven и поныне — величайшее достижение студии. Возьмите её вместо Risen».
Журнал Лучшие Компьютерные Игры поставил игре рейтинг 92% и наградил «короной», вынеся вердикт: «Разработчики обещали сохранить в этой игре дух „Готики“ — и, не поверите, сохранили! Большой интересный мир, яркие персонажи, несколько одинаково интересных вариантов прохождения — и вот чаша нашего счастья если и не полна, то близка к тому».
Журнал Игромания поставил игре 7,5 баллов из 10-ти, сделав следующее заключение: «Gothic сменила название и место действия, похорошела внешне, но в душе осталась той же игрой, что и в 2001 году. Хорошо это или плохо — зависит от вашего отношения к оригиналу и желания в четвёртый раз проходить одну и ту же, хоть и прекрасную, игру».
Игра заняла третье место в номинации «RPG года» (2009) журнала Игромания.
Академия разработчиков Германии номинировала Risen на Главный приз для разработчиков Германии. Игра номинирована в категориях «Лучшая немецкая ролевая игра» и «Лучшая интернациональная ролевая игра». Номинация сама по себе уже считается почетной, так как каждая игра, представленная в этом списке, предварительно должна была набрать необходимое число голосов среди 300 членов Академии.